# 哈里·皮克林
哈里·莱斯利·皮克林（英語：Harry Leslie Pickering；1998年12月29日—）是一名英格蘭足球運動員，在場上的位置是左邊衛，現效力英冠球會布力般流浪。

## 足球生涯
皮克林在克魯學習踢球，2016年3月與球會簽下職業合約。2017年4月22日對莱顿东方，他在63分鐘換入，首次在職業聯賽上場。2018年2月24日作客林肯城，他主射自由球破網，助球隊追成平手，是他首顆職業生涯進球，使球隊最後以4-1反勝。
2018年4月，他與球隊簽下一份新的3年合約，並附有一年延長權。8月21日對科尔切斯特联的比賽期間受傷，使他需要缺席賽場，養傷一個月。
2020年9月，他與球會再簽下一份新的3年合約，2020年12月因為黃添喜離隊而成為球隊隊長。2021年1月，他轉投布莱克本流浪者並簽約四年半，但首半年以外借方式留在克魯。

## 外部連結
- 足球数据库：哈里·皮克林的球员统计数据